# Esteban (mártir)
Esteban (del griego: Στέφανος [Stephanos] ‘corona’) fue un diácono de la Iglesia primigenia de Jerusalén y protomártir (de los primeros mártires) del cristianismo. Se granjeó la enemistad de varias sinagogas por sus enseñanzas. En su juicio, Esteban dio un largo discurso criticando a las autoridades judías que le juzgaban. Fue condenado a la lapidación. Su martirio fue contemplado por Saulo de Tarso, un fariseo conocido de Simón Pedro (uno de los discípulos directos de Jesús). 
La única fuente de información sobre Esteban es el libro Hechos de los apóstoles del Nuevo Testamento de la Biblia. Los judíos helénicos le escogieron para que organizara una distribución más justa de los recursos entre las viudas de esa comunidad.
Las iglesias católica, anglicana, luterana, ortodoxas orientales, ortodoxa y la oriental nestoriana veneran a Esteban como santo. Artísticamente es representado con piedras y la palma del martirio. La iconografía de las iglesias orientales le muestra como un hombre joven, sin barba, con una tonsura, llevando ropas de diácono y, a menudo, sosteniendo una pequeña iglesia o un incensario.

## Martirio

### Trasfondo
Esteban es mencionado por primera vez en los Hechos de los Apóstoles como uno de los Siete Diáconos, quienes fueron designados por los Apóstoles para distribuir alimentos y ayuda caritativa a los miembros más pobres de la comunidad de la iglesia primitiva. Según la creencia ortodoxa, era el mayor y por eso se le llama "archidiácono". Como se dice específicamente que otro diácono, Nicolás de Antioquía, se había convertido al judaísmo, se puede suponer que Esteban nació judío, pero no se sabe nada más sobre su vida anterior.
Estos diáconos fueron elegidos por la insatisfacción entre los judíos helénicos (de origen griego y greco-parlantes) que consideraban que las viudas de su colectivo eran tratadas peor que las judías hebreas en la distribución de los fondos de la comunidad. Como el nombre "Stephanos" es griego, se ha asumido que él era uno de estos judíos helénicos. En el texto de los Hechos se dice que Esteban estaba "lleno de fe y del Espíritu Santo". Los elegidos por los judíos helénicos fueron Esteban, Felipe, Próspero, Nicanor, Timón, Patricio y Nicolás de Antioquía. Fueron presentados a los apóstoles que, después de orar, les impusieron las manos. Posteriormente, se dice que Esteban había obrado milagros delante del pueblo.
Parece que fue entre las sinagogas de judíos helenísticos donde realizó sus enseñanzas y "señales y prodigios", ya que se dice que despertó la oposición de la sinagoga de los libertos, y "de los cireneos, y de los alejandrinos, y de los los que estaban en Cilicia y Asia". Los miembros de estas sinagogas habían desafiado las enseñanzas de Esteban, pero Esteban les había superado en el debate. Furiosos por esta humillación, sobornaron a testigos falsos con la acusación de que Esteban había predicado la blasfemia contra Moisés y Dios. Lo arrastraron hasta comparecer ante el Sanedrín, el tribunal legal supremo de los ancianos judíos, acusándolo de predicar contra el Segundo Templo y la Torá. Se dice que Esteban permaneció imperturbable y su rostro parecía "el de un ángel".

### Discurso ante el Sanedrín
En un largo discurso ante el Sanedrín que comprende casi la totalidad de Hechos 7, Esteban presenta su visión de la historia de los israelitas. El Dios de la gloria, dice, se apareció a Abraham en Mesopotamia, estableciendo así al comienzo del discurso uno de sus temas principales: que Dios no habita sólo en un edificio en particular (es decir, el Templo).  Esteban relata las historias de los patriarcas con cierta profundidad y aún más en el caso de Moisés. Dios se apareció a Moisés en la zarza ardiente y le inspiró a sacar a su pueblo de Egipto. Sin embargo, los israelitas recurrieron a otros dioses. Esto establece el segundo tema principal del discurso de Esteban, la desobediencia de Israel a Dios.
Luego habló de la construcción del tabernáculo sagrado que hizo Moisés siguiendo las instrucciones de Dios y del templo que hizo Salomón. En el discurso dijo que Dios había indicado que él vivía en el cielo y en la tierra y no solamente en un edificio, en referencia al Templo.
Esteban y Nicolás pretendían demostrar que Jesús no desobedeció las normas que Dios dio a Moisés, sino que las cumplió debidamente.
El discurso terminó con las siguientes palabras:

Duros de cerviz e incircuncisos de corazón y de oídos, vosotros siempre habéis resistido al Espíritu Santo. Como vuestros padres, así también vosotros. ¿A qué profeta no persiguieron vuestros padres? Dieron muerte a los que anunciaban la venida del Justo, a quien vosotros habéis traicionado y crucificado; vosotros, que recibisteis por ministerio de los ángeles la Ley, no la guardasteis.

### Lapidación de Esteban

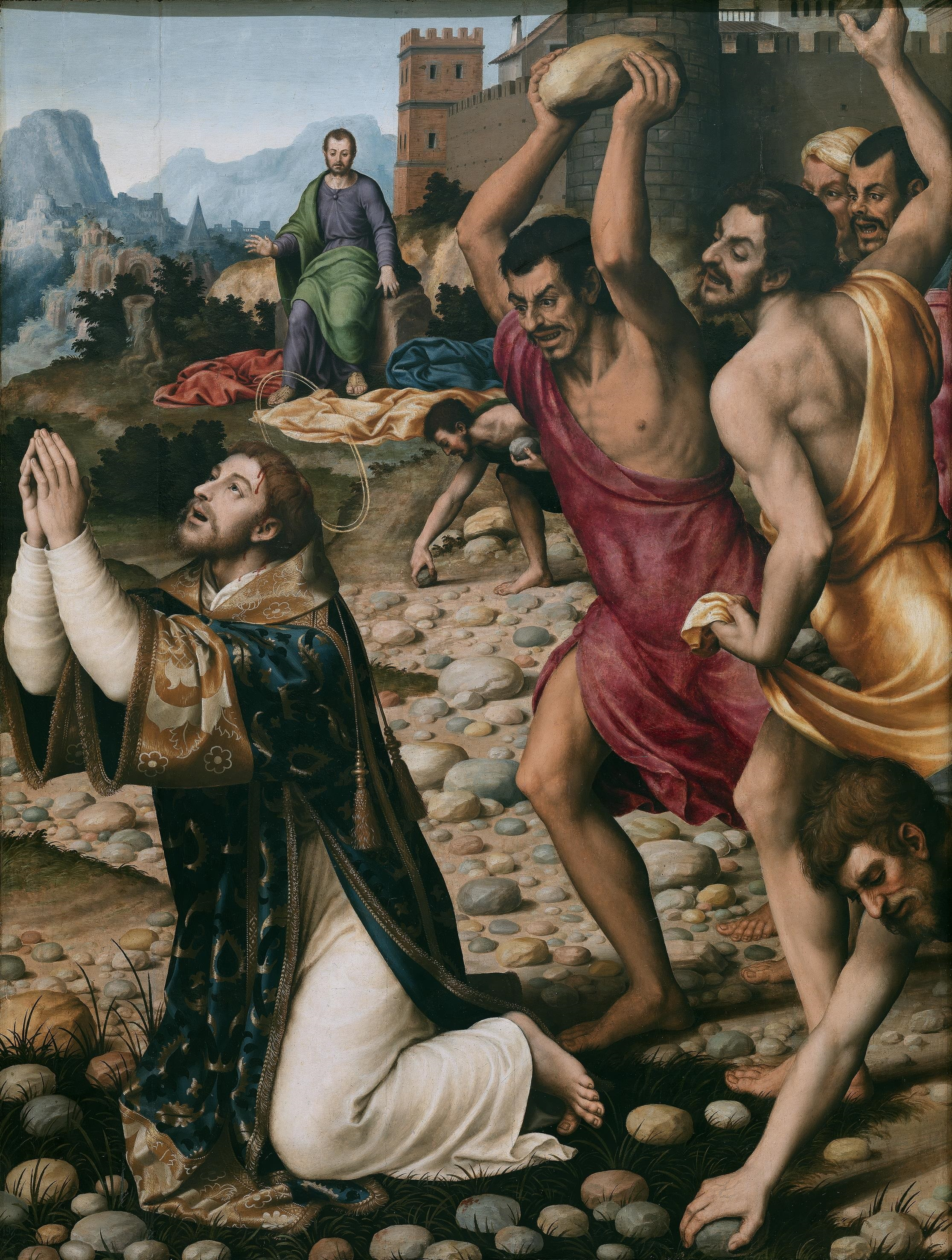
Martirio de San Esteban, pintado por Juan de Juanes, Museo del Prado.

Tras esta afirmación, los sanedritas no pudieron contener su ira. No obstante, Esteban miró arriba y gritó al Sanedrín que veía el cielo abierto y al Hijo del Hombre (Jesús, recientemente ejecutado) sentado a la diestra de Dios. Esto fue una blasfemia tan grande para ellos que cogieron a Esteban, le condujeron a las afueras de la ciudad, a un lugar determinado, y lo lapidaron.
Aunque la ley religiosa judía contemplaba la lapidación por blasfemia, en la época del dominio romano sobre Judea los judíos estaban sujetos a las leyes imperiales y no tenían autorización legal para aplicar la pena de muerte. Según Flavio Josefo (Antigüedades Judías XX, IX, 1), el derecho a ejecutar (ius gladii) fue reservado exclusivamente para los romanos. Además, el Talmud Babilónico (Shabat 15a) indica que el Sanedrín se retiró de la Cámara de Piedras Labradas unos 40 años antes de la destrucción del Templo, como señal de que ya no podía juzgar casos de pena capital. En este contexto, la lapidación de Esteban —narrada en Hechos 7— fue una transgresión directa de la ley romana, constituyendo un acto ilegal de la que los miembros del Sanedrín eran conscientes. Los testigos, los cuales tenían el deber de tirar las primeras piedras, dejaron sus mantos en el suelo para poder hacerlo, a los pies de "un muchacho llamado Saulo", quien posteriormente sería conocido como el apóstol Pablo. Esteban oró a Dios para que recibiese su espíritu y para que perdonase a sus asesinos, se puso de rodillas y cayó muerto. Saulo aprobó la muerte de Esteban.

## Análisis del discurso de Esteban
De los numerosos discursos que hay en los Hechos de los apóstoles el discurso de Esteban al Sanedrín es el más largo. Parece improbable que un discurso tan largo se haya podido reproducir exactamente en el texto de Hechos tal y como fue dicho. Ante esta objeción, algunos biblistas han dicho que el discurso pretende mostrar la personalidad característica de Esteban.
También se ha observado que hay varias diferencias entre el relato de la historia de los israelitas y las escrituras donde están estas historias; por ejemplo, Esteban dice que la tumba de Jacob estaba en Siquem, pero el libro del Génesis dice que la tumba de Jacob estaba en la Machpelah de Hebrón. Hay, al menos, cinco discrepancias de este tipo detectadas por los académicos, mientras que otras están en discusión y pueden ser objeto de debate teológico.
Hay teólogos que sugieren que estas discrepancias podrían venir de que esas tradiciones judías antiguas no estaban incluidas en las escrituras o de que podrían no haber sido muy divulgadas entre los que no eran escribas. Hay muchos paralelismos entre la historia de Esteban de los Hechos y la de Jesús en los evangelios. Ambos hicieron milagros, ambos fueron juzgados por el Sanedrín y ambos rezaron para pedir que se perdonara a sus asesinos. Esto ha despertado sospechas de que el autor de los Hechos enfatizaba en eso para hacerlo santo y para que la gente siguiera el ejemplo de Cristo o que inventó algunos de esos acontecimientos (o todos). La crítica a la creencia y la práctica judía tradicional en el discurso de Esteban es muy fuerte. Por ejemplo, cuando dice que Dios no vive en un lugar "hecho por manos humanas" para referirse al templo, está usando la descripción bíblica que define a los ídolos. Muchos académicos concuerdan en que haciendo esto, Esteban perseguía convencer a todos los miembros de la sinagoga de que Jesucristo es el Señor y, por lo tanto, todo lo que hicieran contra él o contra sus enseñanzas lo hacían contra su propia fe.
Algunos han dicho que el discurso es antijudío. El sacerdote y académico de religión comparada S.G.F. Brandon escribió: "La polémica antijudía de este texto refleja la actitud del autor de los Hechos".

## Tumba y reliquias de san Esteban

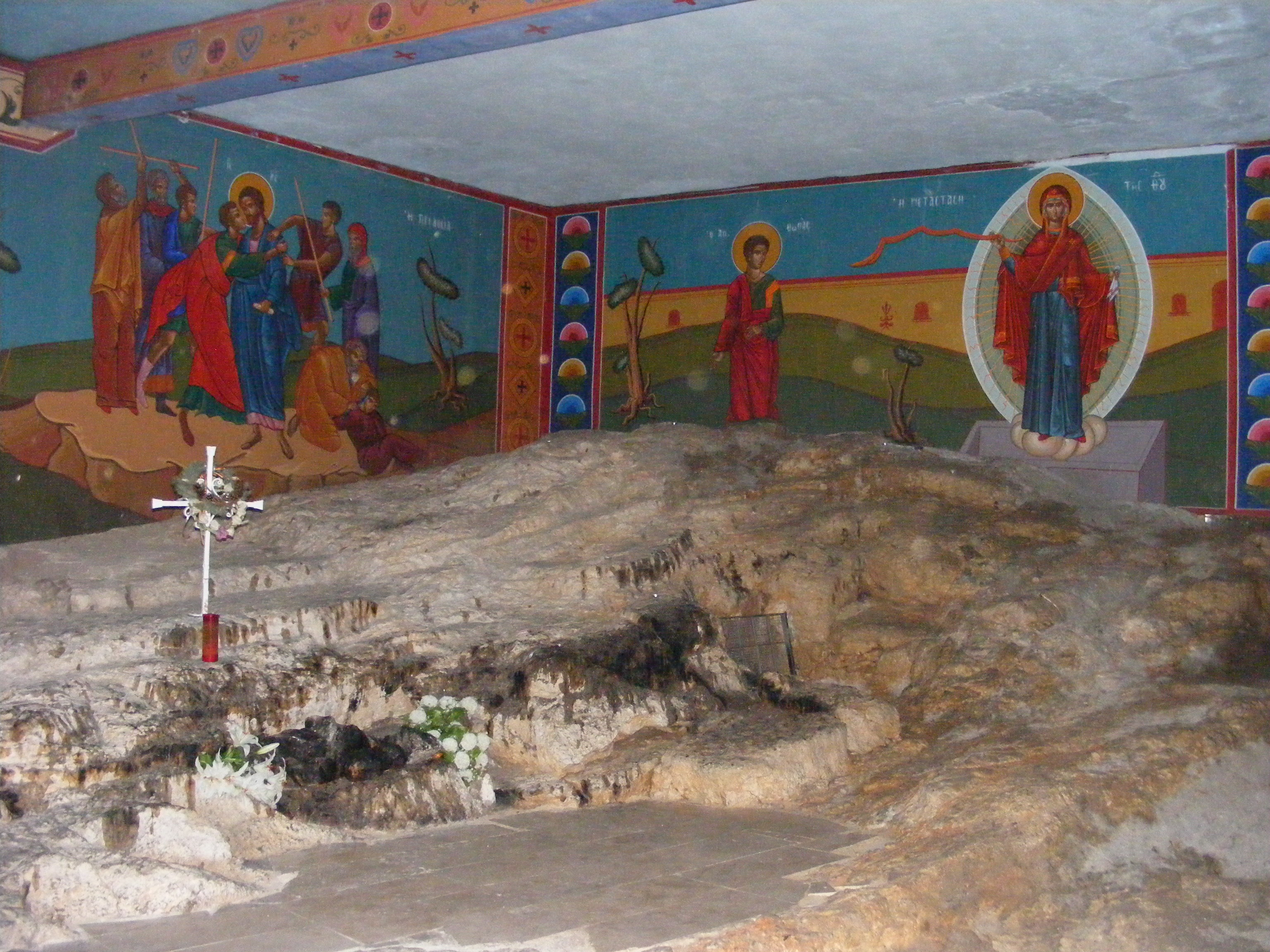
Lugar donde se encuentra la piedra de san Esteban. Iglesia ortodoxa griega de San Esteban, valle de Cedrón, Jerusalén.

El libro de los Hechos dice que "a Esteban le recogieron algunos varones piadosos e hicieron sobre él gran luto" aunque no se dice dónde lo enterraron.
En el año 415 d. C. un sacerdote llamado Luciano supuestamente tuvo un sueño en el que se le reveló que los restos de Esteban estaban en Beit Jimal. Después de eso, las reliquias del mártir fueron llevadas en procesión hasta la abadía de Hagia María el 26 de diciembre del 415. Este día pasó a ser la festividad de san Esteban. En el 439, las reliquias fueron trasladadas a una nueva iglesia al norte de la Puerta de Damasco de la muralla de Jerusalén. Esa iglesia fue construida por la emperatriz Elia Eudocia en honor de san Esteban. Esa iglesia fue destruida en el siglo XII. En el siglo XX, católicos franceses construyeron ahí la basílica de San Esteban. Al mismo tiempo, la Iglesia ortodoxa griega construyó la iglesia de San Esteban en un lugar cercano a donde ocurrió el martirio.
Los cruzados inicialmente llamaron a la puerta principal del norte de Jerusalén "Puerta de San Esteban" (en latín Porta Sancti Stephani) dada su proximidad con el lugar del martirio de san Esteban marcado por la Iglesia y por el monasterio construido por la emperatriz Eudocia.
Al final del período cruzado hay documentada otra tradición, tras la desaparición de la iglesia bizantina: Como los peregrinos cristianos tenían prohibido aproximarse a la puerta norte de las murallas, que tenían militares, el nombre de "Puerta de San Esteban" se trasladó a la puerta oriental, entonces aún accesible, que lleva ese nombre hasta el día de hoy.
Las reliquias del protomártir fueron trasladadas posteriormente a Roma por el papa Pelagio II durante la construcción Basílica de San Lorenzo Extramuros. Las reliquias fueron enterradas junto a la tumba de san Lorenzo mártir, que se encuentra en el interior de la basílica. De acuerdo con La leyenda dorada, los restos de Lorenzo se trasladaron milagrosamente a un lado de la sala para dejarle ese sitio a los de Esteban.
En su obra La ciudad de Dios, san Agustín describió varios milagros que ocurrieron cuando parte de las reliquias de san Esteban fueron llevadas al norte de África.
Parte del brazo derecho de san Esteban está en un relicario en el monasterio Laura de la Trinidad y San Sergio, en Rusia.
Las supuestas reliquias de san Esteban llevadas a Menorca el 418 originaron un fanatismo religioso encabezado por el obispo Severo que se expresó en la persecución de los judíos de la isla y su total conversión al cristianismo.